# 이서이
이서이(1982년 4월 18일 ~ 2025년 6월 20일)는 대한민국의 배우이다.

## 학력
- 한국외국어대학교 체코슬로바키아어과 (졸업)
- 부산대학교 대학원 (졸업)

## 출연 작품

### 영화
- 2014년 《마담 뺑덕》 - 여대생2 역
- 2014년 《상의원》 - 사대부 여인3 역
- 2017년 《더 킹》 - 연수원 여 역
- 2019년 《아직 사랑하고 있습니까?》 - 이재순 역
- 2023년 《킬링 로맨스》 - 범우 누나 1 역

### 드라마
- 《구암 허준》 (2013년, MBC)
- 《백년의 유산》 (2013년, MBC)
- 《청담동 스캔들》 (2014년, SBS) - 윤주 역
- 《태양의 도시》 (2015년, MBC 드라마넷) - 서이 역
- 《브라보 마이 라이프》 (2017년, SBS) - 도현의 코디 역
- 《로맨스 특별법》 (2017년, 웹드라마) - 판사 역
- 《쌉니다 천리마마트》 (2019년, tvN) - 미주의 어머니 역
- 《이혼 보험》 (2025년, tvN)